# Ráczkevy Ildikó
Ráczkevy Ildikó, férjezett nevén Harsányi-Ráczkevy Ildikó (1985. december 24. – ) amatőr filmszínész, ügyvéd. Eddigi egyetlen igazán komoly filmszerepe, amely egyben főszerep is volt, Deák Krisztina A miskolci boniésklájd című krimijében "Bonnie" szerepe volt, amit amatőrként vállalt el. Később jogot végzett, azóta jogászként praktizál mint miskolci egyéni ügyvéd, de nem távolodott el teljesen a színháztól sem.

## Élete
1985. december 24-én született. Még általános iskolás korában, nyolc-kilencévesen kezdett ismerkedni a színjátszással, majd tizenkét évesen Kuna Károllyal játszott egy gyerekdarabban, a Miskolci Nemzeti Színházban; ezen élményei hatására fiatalon leginkább színészi pályára készült. Gimnáziumi tanulmányait a miskolci Herman Ottó Gimnáziumban végezte, majd érettségi után a Miskolci Egyetem jogi karára iratkozott be.
2003-ban, amikor Deák Krisztina filmrendező A miskolci boniésklájd című filmjét kezdte forgatni, az "eredeti" miskolci Bonnie és Clyde néven elhíresült rablópáros öt évet felölelő történetéből, úgy gondolta, hogy a forgatókönyv szerint még tizenéves, szerelmes bűnözőlány, Lili szerepét nem játszhatja profi színész, csak egy amatőr: így esett a választása a válogatás időszakában, mintegy 500 jelentkező közül az akkor még középiskolás Ráczkevy Ildikóra. Választásában az sem befolyásolta, hogy az "eredeti" miskolci Bonnie [Novák Tünde, akinek börtönben írott könyve szolgált az egész filmforgatókönyv alapjául], bár Ildikóhoz hasonlóan vékony testalkatú, de tőle eltérően kimondottan sötét hajú volt. Ráczkevy Ildikó a forgatás alatt – a rendezőnővel és a stáb több tagjával ellentétben – tudatosan nem kívánt találkozni az általa megformált, a forgatás idején börtönbüntetését töltő Novák Tündével, de a rabló, aki időközben megbánta fiatalon elkövetett bűneit, ellenvetés nélkül elfogadta személyiségének azt a megformálását, amit a filmvásznon Ráczkevy Ildikó vállalt magára.
Ráczkevy Ildikó A miskolci boniésklájd forgatása után évekig élvezte a film olyan utóhatásait, mint a rajongói levelek vagy a különböző filmszemlékre, filmfesztiválokra vonatkozó meghívások – Németországba, Indiába és Törökországba például többször is eljutott a filmnek köszönhetően –, de nem kívánt tovább megmaradni a filmiparban, valódi amatőrként korábban eltervezett pályáján haladt tovább. 2004-2009 között elvégezte a miskolci egyetemen az állam- és jogtudományi kar féléveit, ahol 2009-ben le is diplomázott, summa cum laude minősítéssel; végzése óta egyéni ügyvédként praktizál a borsodi megyeszékhelyen. Mindettől függetlenül egy 2007-es interjújában azt nyilatkozta, hogy így vagy úgy, de mindenképpen hallat még magáról, akár a filmvásznon is.
2015 augusztusában kötött házasságot Harsányi Attila színésszel, akivel a Miskolci Nemzeti Színházban ismerkedett meg, egy, a színház rendezőinek általa ajánlott, bűnügyi tematikájú előadássorozat kapcsán. Egyházi esküvőjük a szirmai református templomban zajlott, míg a polgári anyakönyvvezető előtt a miskolci házasságkötő teremben fogadtak örök hűséget egymásnak; a nevét azóta hivatalosan dr. Harsányi-Ráczkevy Ildikó formában használja.